# Office d'investissement du régime de pensions du Canada
L'Office d’investissement du régime de pensions du Canada est une société de la Couronne dont la mission consiste à gérer les fonds du Régime de pensions du Canada. Avec un actif sous gestion de 497 milliards de dollars canadiens au 31 mars 2021, il s'agit du plus important investisseur institutionnel canadien.